# سیره نبوی منطق عملی
سیره نبوی (۳ جلد) کتابی است به زبان فارسی نوشته مصطفی دلشاد تهرانی که در سال ۱۳۸۵ به عنوان کتاب سال جمهوری اسلامی ایران در بخش پیامبر پژوهی برگزیده شد.
این کتاب توسط دفتر نشر دریا چاپ شده‌است.

## موضوع
کتاب در سه جلد (سیره فردی، سیره اجتماعی و سیره مدیریتی) نگارش شده‌است.
در جلد اول ابعاد فردی زندگی محمد بن عبدالله مورد بررسی قرار گرفته‌است. جلد اول دو بخش مهم دارد: در بخش ابتدایی به اهمیت و جایگاه الگوگیری و شناخت سیره و روش پرداخته شده‌است. نویسنده در بخش دوم وارد زندگی فردی محمد بن عبدالله شده و آن را از منظر روایات بررسی می‌کند.
در جلد دوم به سیره اجتماعی زندگی محمد بن عبدالله پرداخته شده‌است. در جلد سوم سیره مدیریتی محمد بن عبدالله بررسی شده‌است.

## دستاوردهای کتاب
این کتاب در بیست و چهارمین دوره کتاب سال جمهوری اسلامی ایران در سال ۱۳۸۵ در بخش پیامبر پژوهی  برگزیده شد.
این مجموعه سه جلدی متن درسی دانشکده علوم حدیث است و در این دانشگاه تدریس می‌شود.